# Landis (Familie)
Die Familie Landis (Varianten: Landess, Landös) ist eine Ärzte- und Industriellenfamilie vom linken Ufer des Zürichsees. Politischen Einfluss erhielt die Familie durch  Kantons- und Nationalräte im 19. Jahrhundert.

## Familiengeschichte

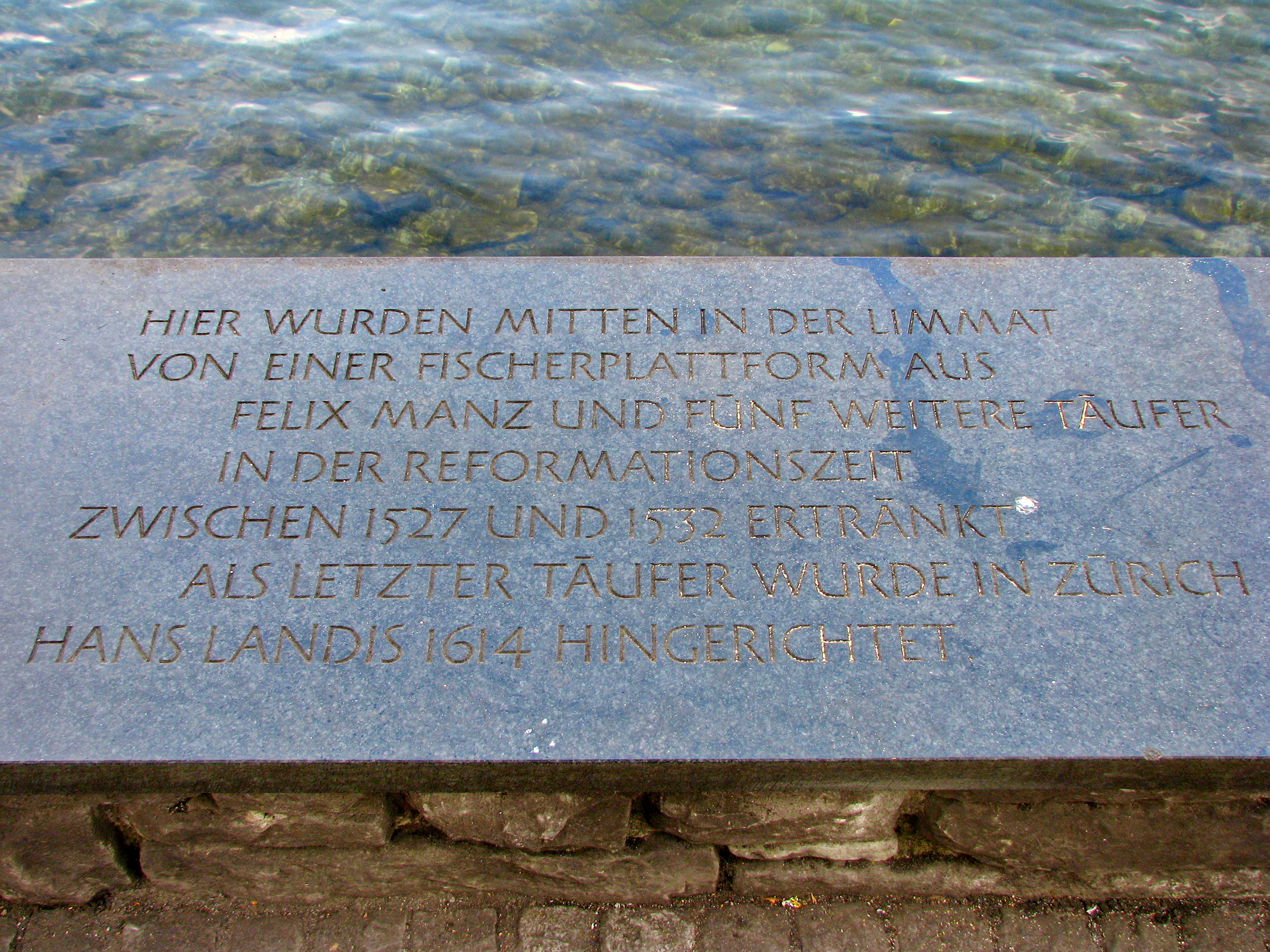
Gedenktafel für Hans Landis in Zürich

Ein Hans Landös wurde 1372 urkundlich erwähnt. Genealogisch fassbarer Stammvater der Familie ist der Anfang des 16. Jahrhunderts geborene Hans Landis. Sein gleichnamiger Sohn gehörte zu den Führern der Zürcher Täuferbewegung und wurde im September 1614 als letzter Täufer in Zürich seines Glaubens wegens hingerichtet. Im 17. Jahrhundert betätigten sich die Landis als Schmiede und Wagner. Ab dem Ende des 17. Jahrhunderts gab es zunehmend Handwerkschirurgen in der Familie. Söhne solcher Chirurgen waren Heinrich (1734–1801) und Johannes Hotze Landis, die zu den ersten Medizinstudenten vom Land gehörten. Der in Hirzel heimatberechtigte Jakob Landis (1885–1960) wurde Direktor des Bundesamts für Landwirtschaft und Vorsteher des Eidgenössischen Kriegsernährungsamts.
Der Wagner Hans Rudolf Landis (1603–1666) zog von Horgen über Hirzel nach Richterswil. Er erlangt dort 1628 das Bürgerrecht und begründete den Richterswiler Ast der Familie neben den Horgener Landis. Hans Heinrich Landis (1806–1875) war Kaufmann und Seidenfabrikant in Richterswil. Sein Sohn Heinrich Landis (1833–1915) kontrollierte Spinnereien in Baar sowie Uznaberg und erlangte Einfluss als Nationalrat. Der gleichnamige Sohn (1879–1922) gründete mit Karl Heinrich Gyr 1905 die Firma Landis & Gyr.

## Weitere Personen
- Theodor Landis (* 1945), Neurologe

## Belege
1. 1 2 3  Katja Hürlimann: Landis. In: Historisches Lexikon der Schweiz.  21. September 2022.